# Presidente Roque Sáenz Peña megye
Presidente Roque Sáenz Peña egy megye Argentínában, Córdoba tartományban. A megye székhelye Laboulaye.

## Települések
Önkormányzatok és települések (Municipios y comunas)
- General Levalle
- La Cesira
- Laboulaye
- Leguizamón
- Melo
- Río Bamba
- Rosales
- San Joaquín
- Serrano
- Villa Rossi